# I Wanna Be the Guy
I Wanna Be the Guy: The Movie: The Game (IWBTG) — бесплатная компьютерная игра в жанре 2D платформер, выпущенная 5 октября 2007 года Майклом «Kayin» О’Релли. I Wanna Be the Guy известна своим левел-дизайном, который нацелен на унижение игрока. Другая особенность игры — повсеместное использование игровых ресурсов (музыка, звуки, графика, символика) из других игр. Игра создана на движке Multimedia Fusion 2.0 (Clickteam Fusion).

## Сюжет
Как большинство традиционных игр, которые пародирует I wanna be the guy, сюжет игры прост и не сильно воздействует на геймплей. Игрок управляет «The Kid» (мальчиком), чья миссия стать «The Guy» (мужчиной). Полный сюжет даётся в начальных титрах, являясь пародией на плохой перевод с японского и на жаргонный английский в ранних NES играх:
In the year 200x on his 15th birthday… a child left home on his dangerous and epic quest to become The Guy! Many years ago, «The Guy» left world and retreat to «Dungeon of Doom». Now «Young Boy» goes to defeat «The Guy» and become «The Guy» with his gun pass handed down by former «Grandfather the Guy». Go find the «8 units». Now become «The Guy».
Примерный перевод (оригинальные искажения имитируются средствами русского языка):
В году 200x на его 15-м дне рождения… ребёнок покинул дом на его опасный и эпический квест чтобы стать Парнем! Много лет назад, «Парень» покинул мир и отступил к «Подземелью судьбы». Сейчас «Молодой мальчик» идет победить «Парня» и стать «Парнем» с пистолетом, переданным прошлым «Парнем» — дедушкой «Парня». Найди «8 модулей». Теперь стань «Парнем».

## Разработка
Игра является приключенческим платформером и сделана в стиле 8-bit видеоигр. Создатель называет игру «… сардоническим любовным посланием к спокойным дням ранних американских видеоигр, упакованным как тяжелый пальцеломательный платформер».

## Игровой процесс
Игрок контролирует мальчика «The Kid». Управление сводится к движениям влево/вправо, прыжкам (в том числе и двойным) и стрельбе. IWBTG состоит из нескольких этапов, разделённых на множество экранов, большинство из которых пародируют NES игры: Castlevania, Tetris, Ghosts 'n Goblins, The Legend of Zelda, Kirby, Mega Man и Metroid. В конце каждого этапа ожидает босс (обычно превышающий нормальные размеры), которого необходимо победить, чтобы продвинуться вперёд. Первые 7 боссов (Майк Тайсон; Меха Бирдо; Дракула; Крейдгиев (пародия на ошибки палитры у персонажей); Мозг Матери; Боузер, Варт и Доктор Вайли в Клоунском Каре; и помесь Механического Дракона из Mega Man 2 и Жёлтого Дьявола из Mega Man и Mega Man 3) взяты из классических игр, в основном платформеров, но их внешность и поведение модифицированны и расширены в стиле IWBTG. Последний босс, The Guy, являющийся отцом мальчика, основан на боссе из Contra III: The Alien Wars. Игра пародирует множество 8-битных и 16-битных видеоигр, а также имеет частые и многочисленные отсылки к игре Mario Paint на платформе Super Nintendo.
IWBTG знаменит своей сложностью. Большинство игровых локаций смоделированы так, чтобы при прохождении убивать игрока, несмотря на его старания выжить. Помимо ряда традиционных опасностей, таких как шипы и ямы, часто встречаются и менее заметные угрозы, большинство из которых невозможно преодолеть, не зная о них заранее (например, Тетрис-комната и «Восхитительный Фрукт», который может упасть как вниз, так и взлететь вверх или вбок). «The Kid» погибает от единственной раны, взрываясь с большим количеством крови. Каждая смерть означает, что игра окончена, но у игрока имеется в запасе бесконечное число попыток. Начальная локация (экран) предлагает игроку 4 разных пути, которые, однако, в конце концов приведут к порталу в эту же комнату (это позволяет пройти все 4 пути). Для того чтобы закончить игру, необходимо победить первых 6 «боссов», что откроет путь к заключительному этапу.
Игра имеет 4 настройки сложности: «Medium», «Hard», «Very Hard» и «Impossible», где «Hard» является «нормальной сложностью» (сложностью по умолчанию). Единственная разница в сложности заключается в количестве сохранений по всему игровому пути: 62, 41, 22 и 1 (который не должен работать, но доступен только в течение одного кадра). Также во время игры на Среднем режиме сложности The Kid носит на голове красный бант, и все точки сохранения, существующие только в данном режиме сложности, помечены «WUSS» вместо стандартного «SAVE».

## I Wanna Save the Kids
I Wanna Save the Kids является приквелом к I Wanna Be the Guy. Она показывает «Нового Парня» («The Kid»), сопровождающего детей домой. По дороге Новый Парень должен спасать этих детей и себя от различных опасностей и довести их до следующего уровня. Игра напоминает классическую игру Лемминги и также обладает известной сложностью оригинальной I Wanna Be the Guy. В настоящее время игра не развивается и скорее всего развиваться не будет, но доступна демо-версия.

## Популярность
В настоящее время у игры присутствует фан-база: существуют тысячи игр, сделанных по подобию IWBTG, большинство из них малоизвестны и примитивны, но некоторые выполнены на достаточно высоком по меркам оригинальной игры уровне, и часто отличаются ещё большей сложностью. Название большинства игр схоже с оригиналом, и, как правило, начинается с «I wanna be the…». Под влиянием IWBTG была создана одна из известнейших игр подобного стиля I Wanna Be the Boshy. К примеру, в стилистике данной игры была выполнена фанатская игра про Соника — Eggman Hates Furries.
Обсуждения данных игр и коммуникация внутри фан-базы происходит на форуме, либо в чатах трансляций игрового процесса знаменитых игроков этого сообщества.